# Álvaro IX do Congo
Álvaro IX (1650 - 1669) foi o manicongo do Reino do Congo em São Salvador por alguns dias de 1669. 

## Biografia
Álvaro foi um jovem membro da casa de Quimpanzo. Foi proclamado rei em 1669 com apoio do conde de Soio, D. Paulo II da Silva. Ele foi colocado no trono com apoio do conde, na intenção desde ter um melhor controle sobre a outrora capital do Reino do Congo; São Salvador. A cidade estava sendo disputada por outros nobres de outras casas durante a guerra civil.  
Alguns dias após sua coroação, ele foi deposto pelo ex-rei D. Rafael, com ajuda dos portugueses de Luanda, recuperando o trono. D. Álvaro IX foi executado pouco depois. 